# Mamuka Torondzjadze

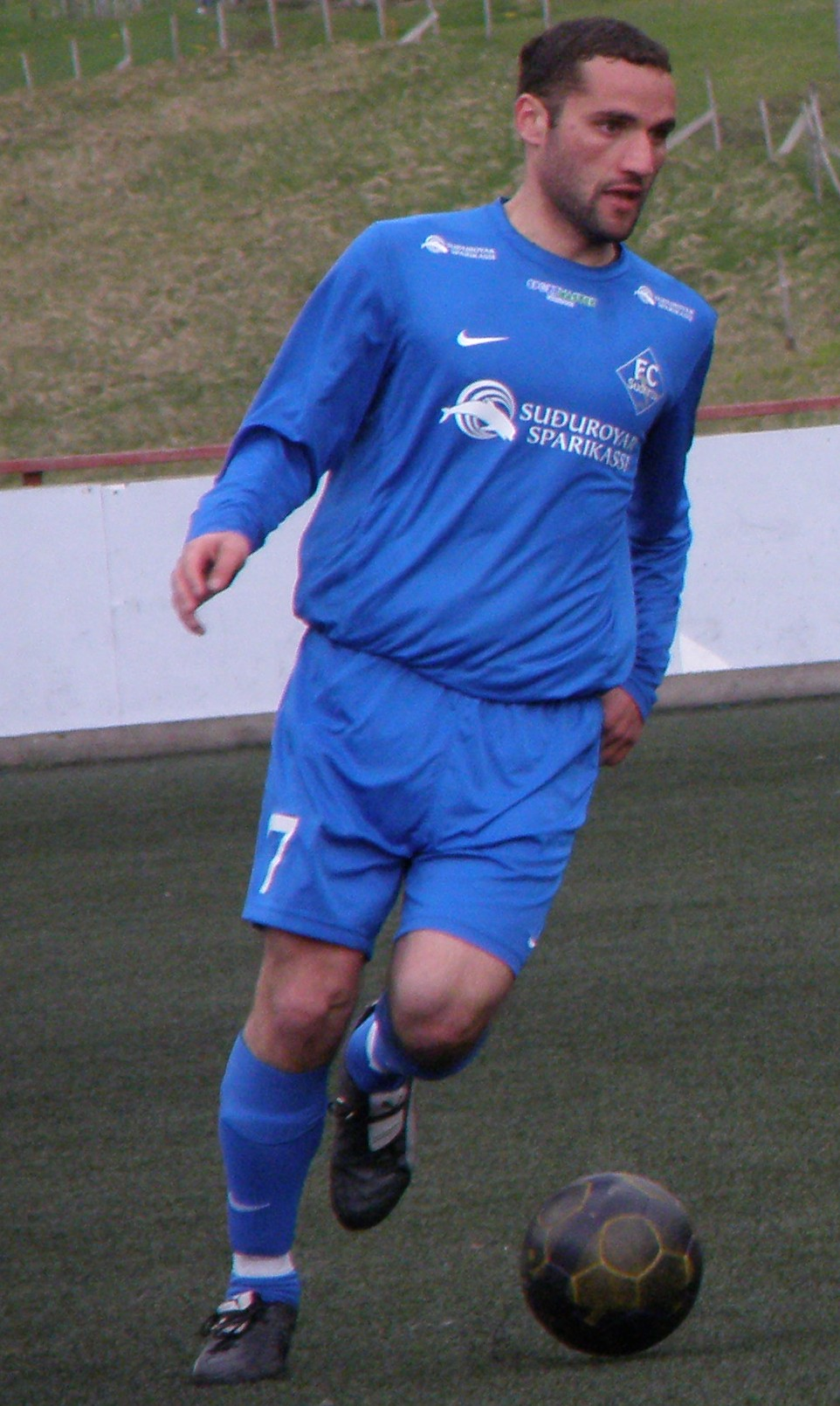
Mamuka Torondzjadze år 2010, då han spelade för FC Suðuroy.

Mamuka Torondzjadze (georgiska: მამუკა ტორონჯაძე) född 13 maj 1986 i Sovjetunionen, är en georgisk fotbollsspelare som för närvarande spelar för Umaghlesi Liga-klubben Merani Martvili. År 2010 spelade han för färöiska FC Suðuroy, för vilka han gjorde sex mål. Efter säsongen relegerades klubben till division ett, och Torondzjadze valde att skriva på för NSÍ Runavík, som spelade i högstaligan.
Torondzjadze inledde sin karriär i dåvarande Umaghlesi Liga-klubben Dila Gori från staden Gori i Georgien. Säsongen 2008-2009 spelade han för Tbilisiklubben FK Tbilisi, varefter han gick till färöiska FC Suðuroy år 2010 innan han kom till Runavík  under tidiga 2011. 2012 flyttade han till Merani Martvili.